# Pingasa chloroides
Pingasa chloroides là một loài bướm đêm trong họ Geometridae.